# Forest-l'Abbaye

Forest-l'Abbaye este o comună în departamentul Somme, Franța. În 1 ianuarie 2022 avea o populație de 314 de locuitori.